# رزوئیه
رزوئیه یک روستا در ایران است که در بخش دهج شهرستان شهربابک در استان کرمان واقع شده‌است.

## جمعیت
این روستا در دهستان جوزم قرار دارد و براساس سرشماری مرکز آمار ایران در سال ۱۳۸۵، جمعیت آن ۳۳ نفر (۱۰ خانوار) بوده‌است.